# Hansa-Haus (Hof)

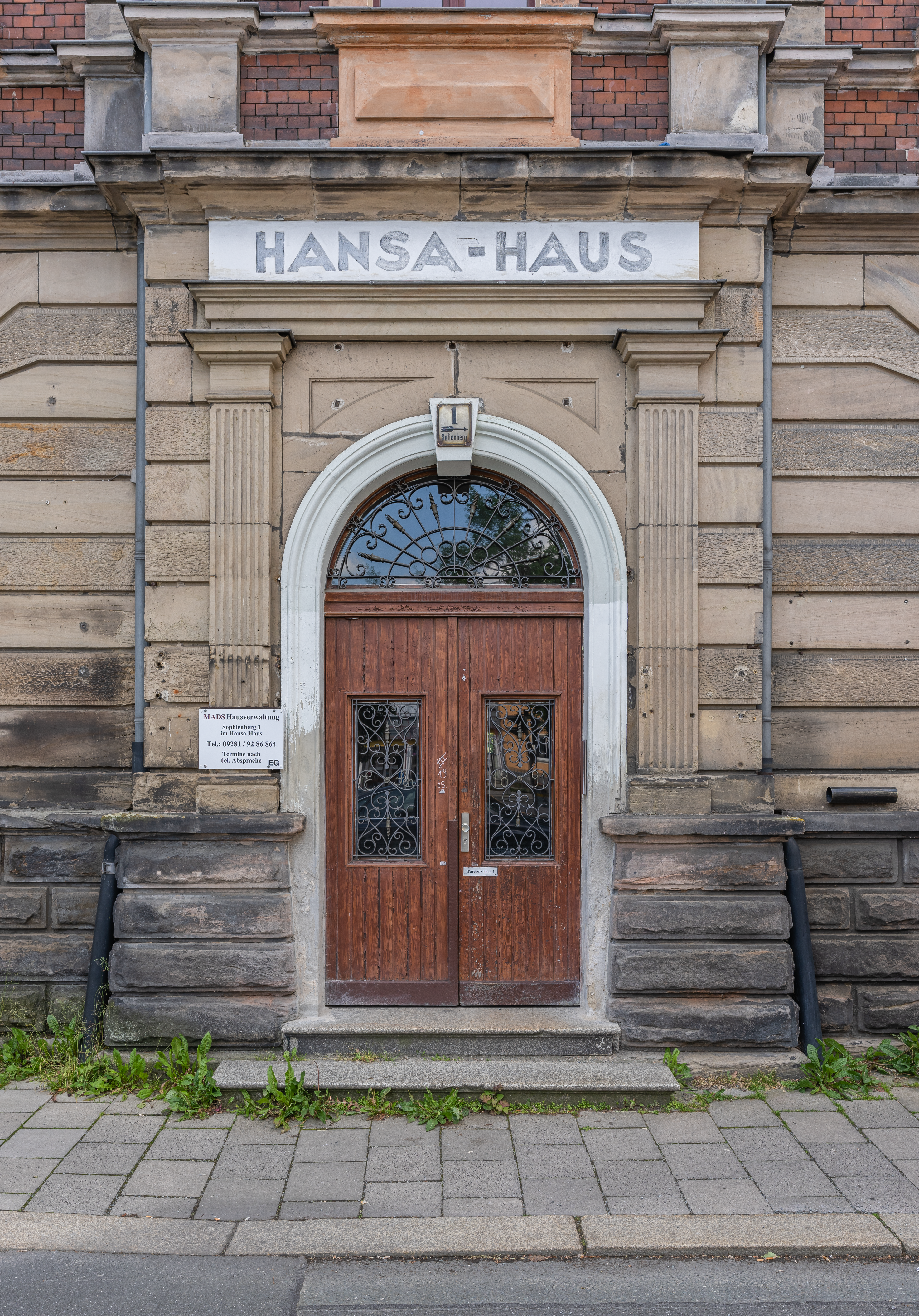
Eingangsportal

Das Hansa-Haus (Sophienberg 1) ist ein zum Bahnhofsviertel von Hof zählendes denkmalgeschütztes Gebäude.
Es handelt sich um ein neubarockes viergeschossiges Gebäude mit Flachwalmdach aus der Zeit um 1900. Es befindet sich als Eckhaus an der Einmündung der Straße Sophienberg in die Königstraße. Zu den Charakteristika zählen Ziegel mit Hausteingliederungen, Mittelrisalit und Eckbänderungen. Das Gebäude ist als Objekt D-4-64-000-259 denkmalgeschützt.
Ursprünglich wurde das Hansa-Haus als Hotel mit Gastronomie erbaut. Es gab in vielen großen Städten zu der Zeit Hansa-Häuser zwischen Bahnhof und Zentrum. Dort sollten sich Geschäftsleute treffen und ihre Geschäfte abschließen, so wie heute auf einer Onlineplattform. Nach dem Tod des ersten Eigentümers konnte dessen Frau das Gebäude nicht in den folgenden Krisenjahren halten und es wurde verkauft. In der Folge waren die Familien Reiher und Wölfel Eigentümer. Die Handstickerei Wölfel wurde gegründet und beschäftigte zwischenzeitlich bis zu 60 Personen. Mit der Wiedervereinigung und der Öffnung der Grenzen wurde die Handstickerei unrentabel und geschlossen. Die Eigentümer waren durch Erbfall in Eigentümergemeinschaften gesplittet. 2007 kauften Stefan Cruz und Hermann Klie das Haus. 2008 wurde Stefan Cruz ausbezahlt und Hermann Klie erstellte ein Konzept für die denkmalgerechte Sanierung, die vier Jahre dauerte. Es wurde der Stil des Hauses so weit wie möglich wieder hergestellt und neue Technik integriert. Heute wird das Hansa-Haus komplett über Fußbodenheizungen durch eine Luftwärmepumpe beheizt. Die neuen Fenster sind denkmalgerecht gestaltet und die Elektro- und Sanitärinstallation wurde komplett erneuert.